# 世木村
世木村（せきむら）は、京都府船井郡にあった村。現在の南丹市日吉町の南東部にあたる。

## 地理
- 山岳：大向山、黒尾山、西牧山
- 河川：桂川（大堰川）、田原川中世木川木住川胡麻川

## 歴史
- 南北朝時代 - 古文書に初めて世木の地名が現れる。1351年（観応2年）、佐々木秀綱が足利義詮より世木郷を与えられたとある[1]。
- 1889年（明治22年）4月1日 - 町村制の施行により、殿田村・天若村・中村・中世木村・生畑村・木住村の区域をもって発足。
- 1955年（昭和30年）4月1日 - 五ヶ荘村・胡麻郷村と合併して日吉町が発足。同日世木村廃止。

## 世木の五社
- 日吉神社　 – 日吉町殿田
- 笛吹神社　 – 日吉町木住
- 天稚神社　 – 日吉町天若（世木林） →日吉町殿田に移転
- 小雨若神社 – 日吉町天若（上世木） →日吉町保野田に移転
- 八幡神社　 – 日吉町中 →亀岡市大井町小金岐に移転

## 世木の三姓
- 湯浅（ゆあさ）
- 井尻（いじり）
- 吉田（よしだ）

## 交通

### 鉄道路線
至近に本村の大字名を称する日本国有鉄道・山陰本線の殿田駅（現・日吉駅）が所在したが、住所は胡麻郷村であった。